# Larouco
Larouco (em espanhol, Laroco) é um município da Espanha na província 
de Ourense, 
comunidade autónoma da Galiza, de área 23,66 km² com 
população de 570 habitantes (2004) e densidade populacional de 24,09 hab/km². O seu nome deriva do nome do Deus Celta Larauco, o qual deu também nome à Serra do Larouco.

## Demografia
| Variação demográfica do município entre 1991 e 2004 | Variação demográfica do município entre 1991 e 2004 | Variação demográfica do município entre 1991 e 2004 | Variação demográfica do município entre 1991 e 2004 |
| --------------------------------------------------- | --------------------------------------------------- | --------------------------------------------------- | --------------------------------------------------- |
| 1991                                                | 1996                                                | 2001                                                | 2004                                                |
| 693                                                 | 634                                                 | 588                                                 | 570                                                 |